# Soluti retentio
Con soluti retentio, nel diritto civile, ci si riferisce a una caratteristica dell'obbligazione naturale, cioè che deriva da obblighi morali o sociali non sanzionati dal diritto, come il pagamento di un debito prescritto e sta a indicare l'impossibilità del debitore che ha eseguito una prestazione oggetto dell'obbligazione naturale, di ripetere, cioè riavere indietro, quanto ha spontaneamente prestato, pur non essendovi stata fino a quel momento coercibilità.
Nel diritto romano, Ulpiano fa riferimento a obbligazioni estinte per capitis deminutio del debitore, e comunque integrano le fattispecie di obbligazioni che per il ius civile si sono estinte o non sarebbero affatto potute sorgere. 
È il caso dello schiavo e di qualsiasi altro soggetto che non ha capacità giuridica il cui comportamento non è tuttavia indifferente per il diritto, in quanto l'essersi assunto un'obbligazione comporta degli effetti che sono appunto la soluti retentio: nel momento in cui lo schiavo adempie (per il suo dominus), il creditore che riceve la prestazione ha diritto di ritenerla.
Venivano tenute in considerazione nel quantificare il peculio e potevano essere oggetto di novazione e constitutum debiti.